# Menhir de Kernec
Le menhir de Kernec, appelé aussi menhir du Rhun ou menhir de Launay, est situé à Camlez dans le département français des Côtes-d'Armor.

## Description
Le menhir est un parallélépipède à base rectangulaire s'effilant vers le sommet avec deux faces principales. La face est mesure 4,60 m de hauteur pour 1,60 m de largeur à la base et 0,10 m au sommet. La face ouest mesure 4,55 m de hauteur pour 2,50 m de largeur à la base et 0,20 m au sommet.
Il est situé dans une zone marécageuse.